# Конрад II фон Рехберг
Конрад II фон Рехберг (на немски: Konrad II (Conrad II „der Landvogt“) von Rechberg; † сл. 1293 или 1307; fl 1259) от благородническия швабски род Рехберг, е господар на Хоенрехберг (при Швебиш Гмюнд) и фогт на Рехберг.

## Произход
Той е син на Конрад I фон Рехберг († пр. 1293) и съпругата му Йохана фон Лихтенберг. Родителите му са погребани в манастир Готесцел.
Брат е на Конрад фон Рехберг (†1306/1307), домхер ок. 1288, домпропст на Аугсбург 1306, вицедом в Щраубинг, Хилдебранд фон Рехберг († 1279) и на Улрих фон Рехберг-Бетринген († пр. 1274), господар на Бетринген.

## Фамилия
Конрад II фон Рехберг се жени за графиня Лютгард фон Кирхберг († сл. 1293), дъщеря на граф Еберхард III фон Кирхберг († пр. 1283) и Ута фон Нойфен-Нойберг. Те имат трима сина:
- Конрад „Дългия“ фон Рехберг († сл. 1303; fl 1274 – 1303)
- Улрих фон Рехберг († сл. 1287; fl 1287)
- Албрехт I фон Рехберг „дер Ландфогт“ († между 20 март 1324 и 1326 или 29 март 1327, Рамсберг; фл 1293), господар на Хоенрехберг, Рамсберг и Щауфенек, фогт на Хоенрехберг, женен за Аделхайд фон Кирхберг († сл. 1305), дъщеря на граф Конрад фон Кирхберг и съпругата му фон Зулц.